# Dozorstwo Olkusko-Siewierskie
Dozorstwo Olkusko-Siewierskie – w latach 1816–1833 jednostka zarządu dobrami górniczymi i hutniczymi w Królestwie Polskim. Pierwotnie jedno z pięciu dozorstw Głównej Dyrekcji Górniczej w Królestwie Polskim (obok dozorstwa miedzianogórskiego, suchedniowskiego, samsonowskiego i pankowskiego). Siedziba mieściła się w Dąbrowie (Górniczej).
Szczegółowa organizacja Zarządu dozorstwa przedstawiała się w 1826 następująco: na czele dozorstwa stał inspektor, któremu podlegało pięciu asesorów z głosem decydującym i pięciu asesorów z głosem doradczym. Asesorami z głosem decydującym byli: wiceinspektor tytularny i kasjer, którym był wójt Dąbrowy, Gołonoga, Porąbki, Strzemieszyc Wielkich, Niemiec i Bukowna; zarządzający kopalniami węgla kamiennego; zarządzający kopalniami galmanu, glinki ceramicznej i rudy żelaza; sprawujący nadzór nad machinami budowlanymi; zarządzający pomiarami podziemi i powierzchni (markszajder). Do asesorów z głosem doradczym należeli: nadsztygar przy kopalni galmanu; zawiadowcy hut cynkowych pod Będzinem, w Dąbrowie, Niemcach oraz zawiadowca walcowni w Sławkowie. 
W 1833 r., postanowieniem z dnia 22 kwietnia 1833 r., zarząd nad górnictwem i hutnictwem został przekazany Bankowi Polskiemu, w związku z czym zlikwidowane zostały dozorstwa, a w ich miejsce powołane trzy okręgi: wschodni, zachodni i północny.